# Popis poznatih dislektičara
Popis poznatih osoba kojima je dijagnosticirana disleksija ili za koje se općenito pretpostavlja da ju imaju.

## Film, televizija
| - Bojan Navojec, hrvatski glumac - Anthony Andrews, engleski glumac - Abhishek Bachchan, hollywoodski glumac - Robert Benton, američki scenarist i filmski redatelj - Orlando Bloom, britanski filmski glumac - Marcus Brigstocke, engleski komičar i satiričar - Stephen J. Cannell, američki televizijski producent, scenarist i romanopisac - Amy Childs, model i sudionica reality showa - Tom Cruise, američki glumac - John de Lancie, američki glumac - Patrick Dempsey, američki glumac - Michael Dudikoff, američki glumac - Fannie Flagg, komičarka i spisateljica - Ben Fogle, engleski televizijski voditelj - Jeremy Brett, engleski glumac - Whoopi Goldberg, američka glumica i komičarka - Fae Ellington, javna osoba i predavačica iz Jamajke - Susan Hampshire, engleska glumica - Salma Hayek, meksičko-američka glumica - Anthony Hopkins, engleski glumac - Keira Knightley, engleska glumica - J. F. Lawton, američki scenarist, producent i redatelj - Angie Le Mar, britanska komičarka - Jay Leno, voditelj talk showa i komičar - Brian Conley, engleski komičar - James Whale, britanski radijski i televizijski voditelj - Billy Connolly, škotski komičar, glazbenik i glumac - Lara Flynn Boyle, američka glumica - Dustin Hoffman, američki glumac - Harrison Ford, američki glumac - Robin Williams, američki glumac - Felicity Kendal, engleska glumica - Anthea Turner, engleska voditeljica i javna osoba - Scoot McNairy, američki glumac i producent - Aslı Enver, turska glumica i pjevačica - Tom Holland, engleski glumac i plesač | - Alyssa Milano, američka glumica - Jaime Murray, engleska glumica - Brendan O'Carroll, irski glumac - Keanu Reeves, kanadski glumac - Iwan Rheon, velški glumac i pjevač/tekstopisac - Guy Ritchie, engleski filmski redatelj - Bryan Singer, američki filmski redatelj - Bella Thorne, američka glumica - Kara Tointon, engleska glumica - Lindsay Wagner, američka glumica - Toyah Wilcox, engleska glumica i pjevačica - Henry Winkler, američki glumac i glasnogovornik zaklade Dyslexia - Frankie Cocozza, sudionik "X Factora", zabavljač - Danny Glover, američki glumac - Oliver Reed, engleski glumac - Billy Bob Thornton, američki glumac i scenarist - Joe Pantoliano, američki glumac - Tom Smothers, američki komičar, kompozitor i glazbenik - Vince Vaughn, američki filmski glumac, scenarist, producent i aktivist - Loretta Young, američka glumica - Sally Hawkins, engleska glumica - Walt Disney, američki crtač animiranog filma i producent - Søren Kragh-Jacobsen, danski filmski redatelj, glazbenik i tekstopisac - Kristian Digby, engleski televizijski voditelj i redatelj - Margaux Hemingway, američka glumica i model, unuka Ernesta Hemingwaya - Dave Foley, kanadski komičar, pisac, redatelj i producent - Sylvester Stallone, američki glumac, scenarist, producent i redatelj - Ben Elton, englesko-australski komičar, pisac, dramatičar i redatelj - Nicolas Winding Refn, filmski redatelj - Max Irons, britanski glumac (sin glumca Jeremyja Ironsa) | - Fred Astaire, američki filmski glumac, plesač i pjevač - Zoë Wanamaker, američko-engleska filmska i kazališna glumica - Eddie Izzard, engleski komičar, glumac - Bob Hoskins, engleski glumac i redatelj - Michael Barrymore, engleski komičar - Marlon Brando, američki glumac - Woody Harrelson, američki glumac - Carol Harrison, engleska glumica i spisateljica - Sarah Miles, engleska kazališna i filmska glumica - River Phoenix, američki glumac - Beryl Reid, engleska kazališna i filmska glumica - Kirsty Alsopp, engleska televizijska voditeljica - Steven Spielberg, američki redatelj - Liv Tyler, američka glumica - Ruby Wax, američka komičarka - Tracey Gold, američka televizijska glumica - George Burns, američki komičar, glumac i pisac - Edward James Olmos, američki glumac - Brad Little, američki glumac u mjuziklima - Charley Boorman, engleski pustolov, pisac i glumac - James Earl Jones, američki glumac - George Clooney, američki glumac, redatelj, scenarist i producent - Will Smith, američki filmski glumac i hip-hop pjevač - Angus Hepburn, škotski glumac - Nicole Betancourt, američka glumica - Trudie Styler, engleska glumica, aktivistica, UNICEF-ova veleposlanica - Ian Ziering, američki glumac - Chick Thompson, producent - Holly Willoughby, televizijska voditeljica - Tyler Mane, kanadski glumac i bivši profesionalni hrvač - Joe Anderson, engleski glumac i pjevač |

## Glazba
| - Geoff Barrow, engleski glazbenik - Cher, američka pjevačica i glumica, i Chaz Bono (prije poznat kao Chastity) - Noel Gallagher, engleski glazbenik - Paul Frappier (Bad News Brown), američki hip-hop glazbenik - Mollie King, pjevačica i tekstopisac - John Lennon, glazbenik i tekstopisac - Mireille Mathieu, francuska pjevačica - Mika, pjevač i tekstopisac - Róisín Murphy, irska pjevačica - Paul Oakenfold, glazbeni producent i trance DJ - Ozzy Osbourne, britanski glazbenik - Daniel Powter, kanadski pjevač i tekstopisac - Lee Ryan, engleski pjevač i tekstopisac - Tim Scott, engleski gitarist - Joss Stone, engleska pjevačica - Andraé Crouch, američki pjevač gospela, tekstopisac i svećenik | - Butch Walker, američki pjevač i glazbeni producent - Bob Weir, američki gitarist - Florence Welch, engleska glazbenica - Harry Belafonte, američki pjevač i glumac - Alison Goldfrapp, engleska glazbenica - Enrico Caruso, talijanski pjevač - Damon Albarn, pjevač grupe Blur, tekstopisac - Nanci Griffith, američka pjevačica - Jewel, pjevačica - Tom Jones, britanski pjevač - Usher, pjevač - Sarah Brightman, engleska pjevačica - Shane Lynch, pjevač grupe Boyzone - Nigel Kennedy, britanski violinist - Britney Spears, pjevačica - John Waite, engleski glazbenik |

## Književnost
| - Dragojla Jarnević, hrvatska spisateljica i pjesnikinja - Hans Christian Andersen, danski pisac - Louise Arnold, britanska spisateljica - Michael "Atters" Attree, engleski satiričar i komičar - Roberto Bolaño, čileanski romanopisac i pjesnik - Octavia Butler, američka SF spisateljica - Samuel R. Delany, američki SF pisac i književni kritičar - Richard Ford, američki pisac - Terry Goodkind, američki pisac - John Irving, američki romanopisac - Don Mullan, irski pisac, producent i humanitarac - Benjamin Zephaniah, engleski dub pjesnik - Lynda La Plante, engleska spisateljica, scenaristica i bivša glumica - Scott Adams, autor Dilberta - Gustave Flaubert, francuski prozaist - Victor Villaseñor, meksičko-američki pisac - Sally Gardner, engleska dječja spisateljica i ilustratorica - Bernie Taylor, američki pisac - Debbie Macomber, američka spisateljica - Alice Sebold, američka spisateljica - William Butler Yeats, irski pjesnik i dramski pisac - Vince Flynn, američki pisac političkih trilera | - Agatha Christie, engleska spisateljica - Philip Schultz, pjesnik - Jeanne Betancourt, spisateljica - Avi (Edward Irving Wortis), američki pisac za djecu i mlade - John Corrigan, američki romanopisac - Larry Chambers, američki pisac - Francis Scott Fitzgerald, američki romanopisac - Byron Pitts, američki novinar i pisac - Patricia Polacco, američka spisateljica i ilustratorica - Eileen Simpson, američka spisateljica - Natasha Solomons, britanska spisateljica - Roald Dahl, britanski književnik - Esther Freud, britanska spisateljica - Lord Willis, britanski pisac - Murray Lachlan Young, pjesnik - Elizabeth Daniels, autorica detektivskih romana - Ernest Hemingway, američki pisac i novinar - Lewis Carroll, engleski pisac i matematičar - Girard Sagmiller, pisac - John Edmund Delezen, američki pisac - Danielle Mullen, dramatičarka |

## Umjetnost
- Pablo Picasso, španjolski umjetnik, kipar[184]
- Robert Rauschenberg, američki umjetnik[185]
- Jo Self, engleska umjetnica[186]
- Leonardo da Vinci, talijanski slikar, arhitekt, izumitelj[187][188]
- David Bailey, fotograf[189]
- Chuck Close, američki slikar i fotograf[190]
- Ian Marley, umjetnik[191]
- Auguste Rodin, kipar[192]
- Bennett Strahan, američki slikar[193]
- Robert Toth, američki slikar i kipar[194]
- Andy Warhol, američki umjetnik[195]
- Willard Wigan, umjetnik[196]
- Ansel Adams, američki fotograf[157]
- Mackenzie Thorpe, britanski umjetnik[197]
- Darcey Bussell, balerina[198]
- Antony Gormley, britanski kipar[199]
- Simon Menzies,škotski slikar[200]
- Michelangelo Buonarroti, umjetnik[201]
- John Ferrie, umjetnik[202]
- Patricia Buckley Moss, umjetnica[203]
- Allison Lee Merriweather, američka slikarica[204]
- Nicola Hicks, engleska kiparica[205]
- Vincent van Gogh, umjetnik[206]
- Ignacio Gomez, muralist[207]
- Richard Hight, američki umjetnik i motivacijski govornik[208]
- Vince Low, britanski umjetnik[209]

## Kulinarstvo
- Jamie Oliver, engleski chef[210]
- Andrew Dornenburg, američki chef[211]
- AA Gill, gastronomski kritičar i pisac[212]
- James Martin, engleski chef[213][214]
- Marco Pierre-White, britanski chef[215]
- Rick Stein, engleski chef[216]
- Brian Turner, britanski chef[217]
- Kevin Viner, engleski chef[218]
- David Whiffen, britanski chef[218]

## Šport
| - Jeremy Bonderman, američki igrač bejzbola - Jason Conley, američki košarkaš - Frank Gore, igrač američkog nogometa - Bruce Jenner, američki atletičar - Tom Lewis, engleski golfer - Kenny Logan, škotski ragbijaš - Greg Louganis, američki skakač u vodu - Diamond Dallas Page, američki profesionalni hrvač, glumac i pisac - Scott Quinnell, velški ragbijaš - Rex Ryan, glavni trener u klubu "New York Jets" - Mark Schlereth, igrač američkog nogometa - Neil Smith, igrač američkog nogometa - Jackie Stewart, britanski vozač automobilističkih utrka - Tim Tebow, igrač američkog nogometa - Nolan Ryan, igrač bejzbola - Magic Johnson, američki profesionalni košarkaš - Duncan Goodhew, engleski plivač | - Muhammad Ali, boksač - Steve Redgrave, britanski veslač - Sandy Lyle, škotski golfer - Shawn Norman, američki osobni trener - Paul Merson, engleski nogometaš - Vince McMahon, promoter i komentator profesionalnog hrvanja - Billy Blanks, instruktor fitnesa, kreator Tae-Boa - Babe Ruth, igrač bejzbola - Jim Shea, Jr., vozač skeletona - Terry Bradshaw, bivši igrač američkog nogometa, komentator - Neil Smith, igrač američkog nogometa - Bob May, američki golfer - Carl Lewis, američki atletičar - Rulon Gardner, američki hrvač - Dan O'Brien, desetobojac - Joe Montana, bivši igrač američkog nogometa |

## Poslovni svijet
| - Richard Branson, poduzetnik - Neil Bush, poslovni čovjek (sin Georgea H. W. Busha) - John Chambers, generalni direktor Cisca - Ingvar Kamprad, utemeljitelj IKEA-e - Cath Kidston, modna dizajnerica i poslovna žena - Shlomo Moussaieff, draguljar i poznavatelj Biblije - Theo Paphitis, poslovni čovjek, član žirija u reality showu Dragons Den - Ferdinand Piech, austrijski poslovni magnat - Hal Prewitt, američki poduzetnik i vozač automobilističkih utrka - Charles Schwab, utemeljitelj brokerske firme - Ben Way, engleski poduzetnik - Dave Chalk, kanadski poduzetnik i tehnološki novinar - Paul Orfalea, utemeljitelj kompanije "FedEx Kinko's" - Nelson Rockefeller, poslovni čovjek, filantrop i političar - Louis Barnett, vlasnik tvornice čokolade - Craig McCaw, američki poslovni čovjek i poduzetnik - Dave Morrison, vlasnik centara "The Right Stuff" - Anthony Parle, direktor kompanije "Parle Foods" | - Anita Roddick, britanska poduzetnica, aktivist, ekolog - Henry Ford, osnivač kompanije Ford Motor - William Hewlett, utemeljitelj kompanije Hewlett-Packard - Peter Leitch, novozelandski poslovni čovjek, vlasnik lanca mesnica - O.D. McKee, vlasnik kompanije McKee Foods - David Neeleman, brazilsko-američki poduzetnik, vlasnik triju aviokompanija: Morris Air, JetBlue Airways, Azul Brazilian Airlines - Robert W. Woodruff, predsjednik kompanije Coca-Cola (1923. – 1954.) - Michael Heseltine, britanski poslovni čovjek i političar - David Fogel, direktor prodaje kompanije "Hamleys" - Hamish Grant, izvršni direktor kompanije Axeon - Guy Hands, engleski investitor - Philip Harris, poduzetnik - Steve Jobs, osnivač tvrtke Apple Computer - Jo Malone, kreatorica parfema - John Madjeski, engleski poslovni čovjek - Zara Reid, vlasnica kompanije za odnose s javnošću | - Peter Stringfellow, engleski poslovni čovjek - G. Chris Anderson, direktor kompanije "Drexel Burnham Wall Street Investment" - Stephen Bacque, izumitelj i poduzetnik, predsjednik kompanije "A.S. Bacque Enterprises" - Fred Curry, predsjednik kompanije "Greyhound Bus" - Kerry Francis Bullmore Packer, australski medijski tajkun - Reyn Guyer, američki izumitelj - David Murdock, američki poslovni čovjek - Arthur Ochs Sulzberger, američki izdavač - Raymond W. Smith, bivši predsjednik kompanije "Verizon Communications" - Richard C. Strauss, američki poduzetnik - Thomas J. Watson Jr., bivši predsjednik IBM-a - William Wrigley, Jr., utemeljitelj kompanije "Wrigley Chewing Gum" - Ted Turner, osnivač američke televizijske mreže CNN - Frank W. Woolworth, američki poduzetnik - Bill Gates, američki poslovni magnat, filantrop |

## Politika
- Michael Bennet, senator iz Kolorada[301]
- Steve Fielding, australski političar[302]
- Mike Gravel, bivši senator s Aljaske[303]
- John Hickenlooper, američki političar[304]
- Paul Kanjorski, član predstavničkog doma iz Pennsylvanije[305]
- Dan Malloy, guverner Connecticuta[306][307]
- Kendrick Meek, predstavnik iz Floride[308]
- Dorrit Moussaieff, prva dama Islanda[257]
- Lorna Fitzsimmons, britanska političarka[309]
- Alistair McAlpine, škotski političar, savjetnik Margaret Thatcher[310]
- Nicholas F. Brady, američki ministar financija[311]
- Anna Eleanor Roosevelt, supruga Franklina D. Roosevelta, socijalna aktivistica, pisac, predavač i predstavnik SAD-a u Ujedinjenim Narodima[312]

### Američki predsjednici
- George Washington, prvi američki predsjednik[159]
- Thomas Jefferson, treći američki predsjednik[313]
- Andrew Jackson, sedmi američki predsjednik[234]
- Woodrow Wilson, 28. američki predsjednik, povjesničar, publicist i političar[314]
- John F. Kennedy, 35. američki predsjednik[315]
- Lyndon Johnson, 36. američki predsjednik[316]
- George H. W. Bush, 41. američki predsjednik[317]

## Medicina
- Ronald D. Davis, utemeljitelj centra "Davis Dyslexia Correction Centre", autor knjige "Dar disleksije"[318][319][320]
- Edward Hallowell, američki psihijatar[155][321]
- William James, američki filozof i psiholog[322]
- Willem Johan Kolff, liječnik[323]
- Helen B. Taussig, kardiolog[324]
- Harvey Cushing, američki neurokirurg[325]
- Fred Epstein, američki neurokirurg[326]
- Peter Lovatt, psiholog i plesač[327]
- John W. House, predsjednik instituta House Ear[328]
- Margie C. Sweeney, liječnica, spisateljica[329]

## Ostale poznate osobe
- Temple Grandin, američka veterinarka, profesorica, spisateljica[330]
- Erin Brockovich, perovođa[331]
- Jeffrey H. Gallet, američki sudac[332]
- Trevor Ferrell, američki aktivist za prava beskućnika[333]
- George Smith Patton, američki general[234]
- Thomas Jonathan "Stonewall" Jackson, američki general[334]
- Andrew Cunningham, britanski admiral[335]
- Princ Harry[336]
- Princeza Beatrice od Yorka, član britanske kraljevske obitelji i peta u redu sukcesije na prijestolju[337]
- Carl XVI. Gustaf, kralj Švedske[338]
- Olaf V, kralj Norveške od 1957. do 1991.[339]
- Princeza Victoria, švedska krunska princeza[340]
- Pete Conrad, astronaut "Apolla 12", treći čovjek koji je hodao po Mjesecu[341]
- Matthew H. Schneps, astrofizičar[342]
- Timothy Clifford, britanski povjesničar umjetnosti[343]
- Jack Horner, paleontolog[344]
- Anderson Cooper, američki novinar[345]
- Ennis Cosby, sin komičara Billa Cosbyja[346]
- Alexander Faludy, najmlađi student na Cambridgeu u 200 godina[347]
- Jerry Hall, američki model[348]
- Jodie Kidd, engleski supermodel[349]
- Dean Kamen, izumitelj[350]
- Tom Pellereau, izumitelj[351]
- Thomas Alva Edison, američki izumitelj[163]
- Eli Whitney, američki izumitelj[352]
- Orville i Wilbur Wright, izumitelji[353]
- Alexander Graham Bell, izumitelj[354]
- William Lear, izumitelj i poslovni čovjek[355]
- John Von Neumann, mađarsko-američki matematičar[356]
- Isaac Newton, znanstvenik i matematičar[357]
- David Boies, američki odvjetnik[358]
- Roger Wilkins, američki borac za ljudska prava, profesor povijesti, novinar[359]
- Paul MacCready, američki inženjer[359]
- John Britten, inženjer[360]
- Wernher von Braun, inženjer[361]
- David Koresh, vođa sekte "Davidova grana"[362]
- Ann Bancroft, arktička istraživačica[363]
- Richard Rogers, arhitekt[364][365]
- Jørn Utzon, danski arhitekt[366]
- Charles Rennie Mackintosh, škotski arhitekt, dizajner, grafičar i slikar[367]
- John Skoyles, znanstvenik[368]
- Michael Faraday, znanstvenik[369]
- James Lovelock, znanstvenik[370]
- Simon Clemmet, znanstvenik[371]
- Pierre Curie, francuski kemičar i fizičar[157]
- Archer Martin, kemičar[372]
- Carol W. Greider, molekularna biologinja[158]
- Maggie Aderin-Pocock, engleska znanstvenica[373]
- Albert Einstein, teorijski fizičar[374]
- Charles Darwin, engleski znanstvenik i prirodoslovac[375]
- Tommy Hilfiger, modni dizajner[236]
- Mark Wilkinson, dizajner namještaja[376]
- Terence Woodgate, dizajner namještaja[377]
- Christopher Lowell, američki dizajner interijera[378]
- Henry Franks, britanski dizajner interijera[379]
- Julia Walker, hollywoodska stilistica[380]
- Erin Pizzey, britanska aktivistica i spisateljica[381]
- Sophy Fisher, novinarka[382]
- Bob Turney, socijalni radnik, pisac[383]
- Dominic O’Brien, svjetski prvak u pamćenju[384]
- Eric Shipton, britanski alpinist i istraživač[385]
- Matthew Sturgis, novinar[386]
- Zelda West-Meads, bračna savjetnica[387]
- Charles Lindbergh, američki zrakoplovac[388]
- Carrick Forbes, bivša ovisnica[389]
- Stacy Poulos, fotografkinja, spisateljica, filozofkinja, filantropkinja[390]
- Frank Dunkle, direktor američkog Državnog zavoda za zaštitu prirode[188][391]
- Jill Pages, trapezistica[392]
- Joseph Smith, autor Mormonove knjige[393]
- Paul Ehrlich, ekolog[394]